# Port lotniczy Sandane
Port lotniczy Sandane – norweski, krajowy port lotniczy położony w Anda. 

## Linie lotnicze i połączenia
| Linia lotnicza | Kierunek                                                         |
| -------------- | ---------------------------------------------------------------- |
| Widerøe        | 1. Bergen 2. Oslo-Gardermoen 3. Sogndal Sezonowo: 1. Ørsta/Volda |